# La Lectrice
Pour plus de détails, voir Fiche technique et Distribution.
La Lectrice est un film français réalisé par Michel Deville, sorti en 1988.

## Synopsis
Fascinée par Marie, l'héroïne du roman La lectrice, à laquelle elle s'identifie, Constance décide à son tour de faire de la lecture à domicile à des gens esseulés. Après avoir passé une petite annonce, elle fait la connaissance d'Éric, un adolescent handicapé, et de ses autres « clients » : une fillette espiègle, une veuve de général marxiste dans l'âme, un PDG névrosé qui se fait lire L'Amant de Marguerite Duras, ou encore un magistrat à la retraite, grand admirateur des sulfureux écrits du Marquis de Sade.

## Fiche technique
- Titre : La Lectrice
- Réalisation : Michel Deville
- Scénario : Michel Deville et Rosalinde Deville, d'après le roman de Raymond Jean
- Production : Rosalinde Deville
- Photographie : Dominique Le Rigoleur
- Montage : Raymonde Guyot
- Décors : Thierry Leproust
- Costumes : Cécile Balmes
- Son : Guy Level et Philippe Lioret
- Musique : Ludwig van Beethoven
- Musiciens :
  - Piano : Jean-François Heisser
  - Violons : Bruno Pasquier, Élizabeth Balmas
  - Violoncelle : Roland Pidoux
  - Flûte : Michel Moragues
  - Clarinette : Jacques Di Donato
- Pays de production :  France
- Tournage : à Arles (Bouches-du-Rhône)
- Format : couleurs - 1,66:1 - Mono - 35 mm
- Genre : comédie dramatique
- Durée : 97 minutes
- Date de sortie : 
  - France : 17 août 1988

## Distribution
- Miou-Miou : Constance
- Régis Royer : Éric
- Maria Casarès : la veuve de Général
- Patrick Chesnais : Le PDG
- Pierre Dux : Magistrat
- Brigitte Catillon : Sylvie, la mère d'Éric
- Marianne Denicourt : Bella B.
- Charlotte Farran : Coralie
- Clotilde de Bayser : la mère de Coralie
- Jean-Luc Boutté : l'inspecteur de police
- Simon Eine : le professeur d'hôpital
- Maria de Medeiros : l'infirmière muette
- André Wilms : l'homme de Rue Saint-Landry
- Bérangère Bonvoisin : la mère de Joël
- Christian Ruché: le compagnon de Constance
- Sylvie Laporte : Françoise
- Léo Campion : le grand-père
- Hito Jaulmes : l'ami d'Éric
- Michel Raskine : l'homme de l'agence
- Isabelle Janier : l'infirmière bavarde
- Sylvie Jean : la secrétaire de l'agence
- Gabriel Barakian : le mari de Jocelyne
- Christian Blanc : le professeur de Marie

## Distinctions

### 1989Césars
- Patrick Chesnais reçoit le César du meilleur acteur dans un second rôle pour sa performance
- Nommé
Meilleur film - Michel Deville
Meilleur réalisateur - Michel Deville
Meilleur scénario, original ou adaptation - Rosalinde Deville et Michel Deville
Meilleure actrice - Miou-Miou
Meilleur second rôle féminin - Maria Casarès
 Meilleurs décors - Thierry Leproust
Meilleur montage - Raymonde Guyot
Meilleure affiche - Benjamin Baltimore

### 1988Festival des films du mondedeMontréal
- Grand Prix des Amériques - Michel Deville

### 1988Prix Louis-Delluc
- Prix Louis-Delluc - Michel Deville